# P-500 Bazalt
P-500 Bazalt (ryska: П-500 Базальт (Basalt), NATO-rapporteringsnamn: SS-N-12 Sandbox) är en sovjetisk tung sjömålsrobot utvecklad för att ersätta P-6 och P-35 Progress.

## Historia
Utvecklingen initierades genom ett beslut av Sovjetunionens ministerråd 28 februari 1963 där det beslutades att designbyrån Masjinostrojenija (OKB-52) skulle utveckla en ersättare för de äldre robotarna P-6 och P-35. Målsättningen var att skapa en robot som kunde anfalla och slå ut även stora och tungt försvarade fartyg som hangarfartyg.
Designen var klar redan i december 1963, men på grund av problem med motorerna dröjde det till oktober 1969 innan de första provskjutningarna ägde rum. 1975 togs roboten i tjänst på en ubåt av klassen Projekt 675 (Echo II-klass) som tidigare varit beväpnad med P-6 robotar. 1977 togs roboten även i tjänst på det nybyggda hangarfartyget Kiev och 1982 på den första kryssaren av klassen Projekt 1164 Atlant (Slava-klass).

## Konstruktion
Jämfört med sin föregångare är Bazalt mer än dubbelt så snabb. För att klara att flyga i över mach 2 i de femton minuter det tar att nå maxräckvidden behövde delar av roboten tillverkas i titanlegering och rostfritt stål.
I likhet med P-6 kan Bazalt inte avfyras från undervattensläge. Detta var ett medvetet val eftersom de ubåtar som skulle bära Bazalt-robotar var konstruerade för P-6 robotar och behövde gå upp i ytläge för att fälla upp avfyringstuberna i eldläge. Eftersom roboten hade en sådan lång räckvidd hade fartygen och ubåtarna som bar robotarna ingen möjlighet att upptäcka målen på sådana långa avstånd med egna sensorer. Med hjälp av satellitlänken Kasatka-B (svala, NATO-rapporteringsnamn: Punch Bowl) kunde detaljerad målinformation tas emot genom  direkt från satelliter av typen US-A och US-P.

## Bilder

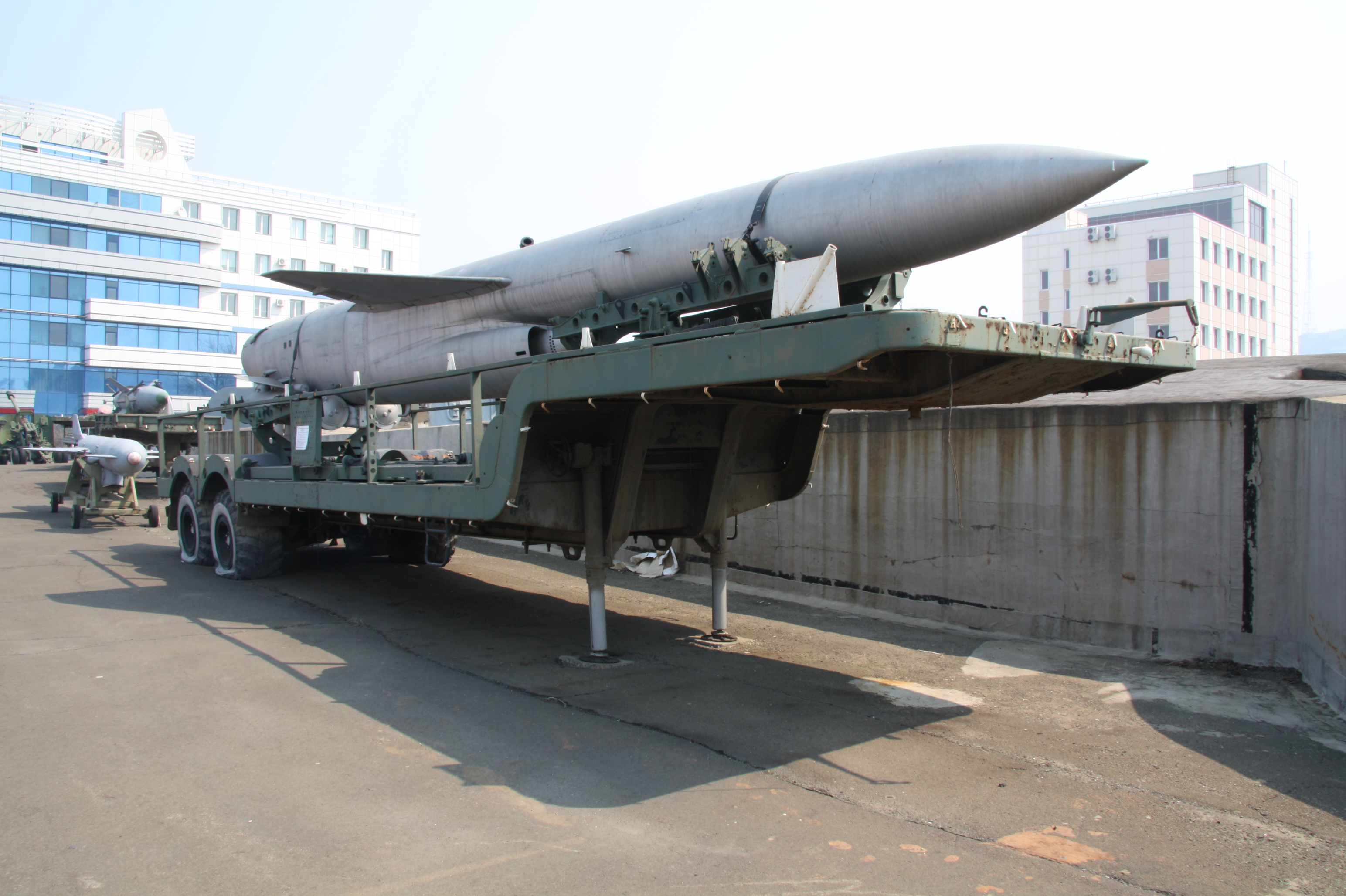
En P-500 Bazalt vid fästningsmuseet i Vladivostok.
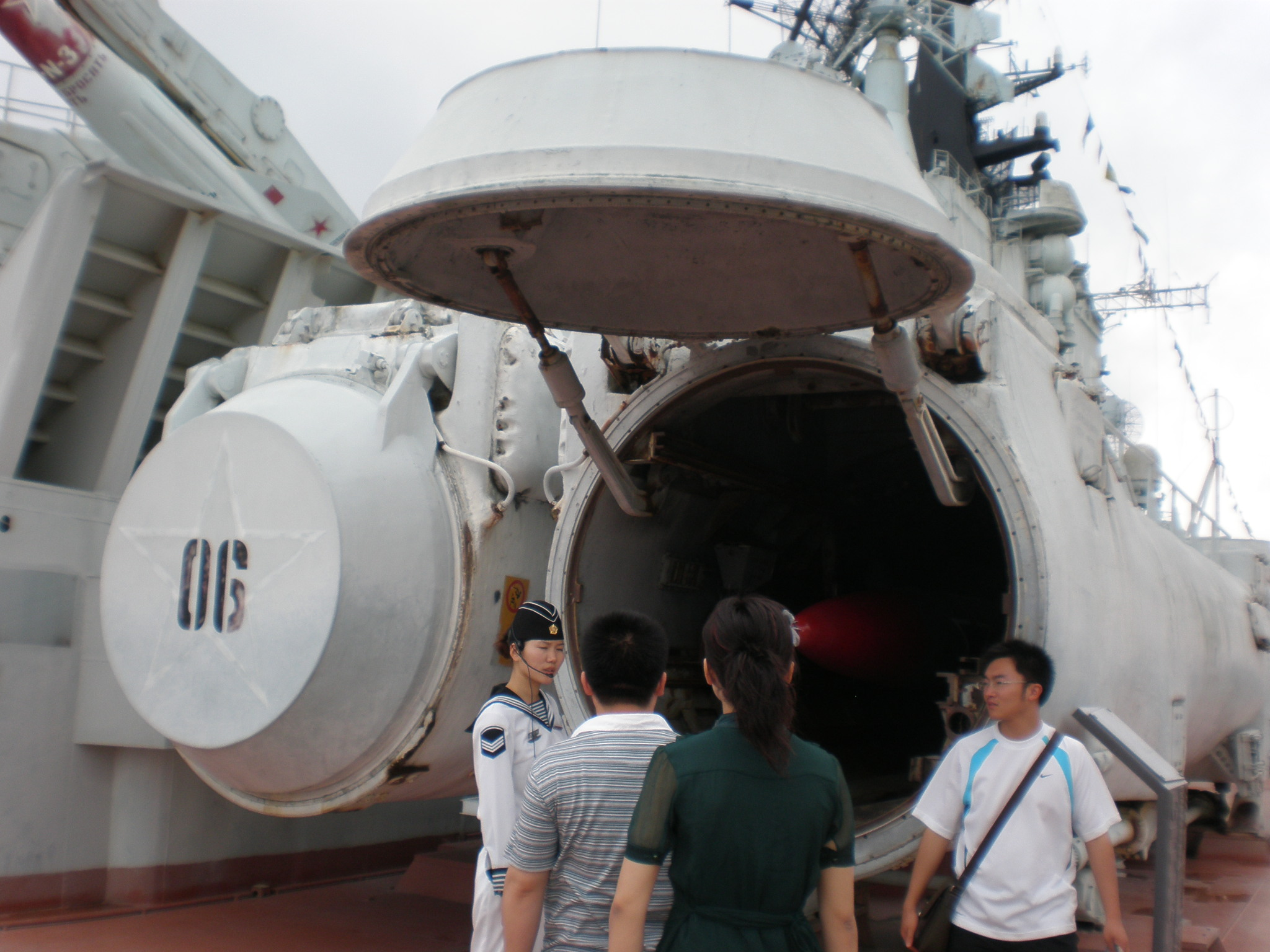
Två av avfyringstuberna ombord på hangarfartyget Minsk.
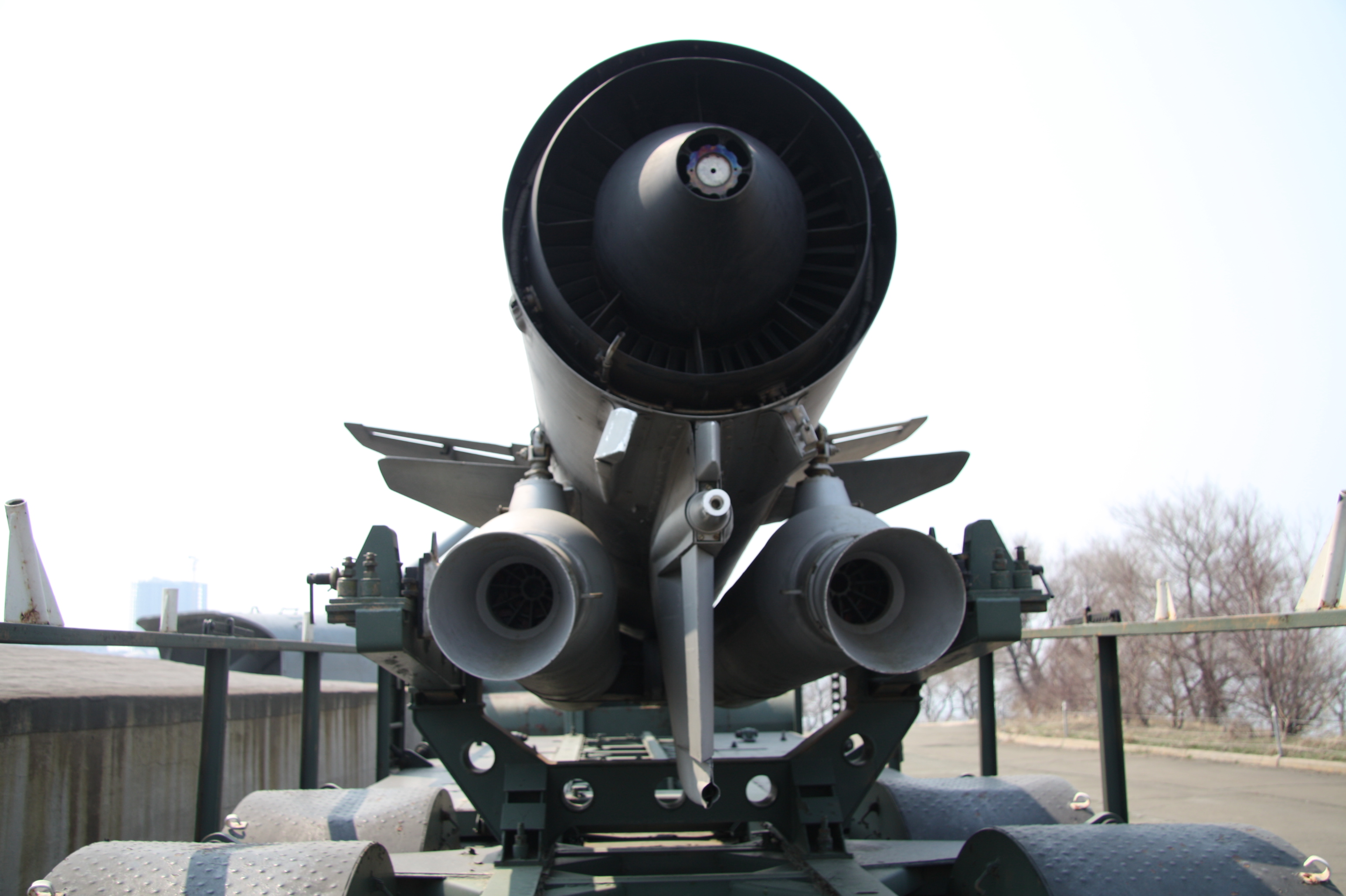
En vy bakifrån som visar de två startraketerna och jetmotorns utblås.

- Wikimedia Commons har media som rör P-500 Bazalt.